# Präsidentschaftswahl in Sierra Leone 2018

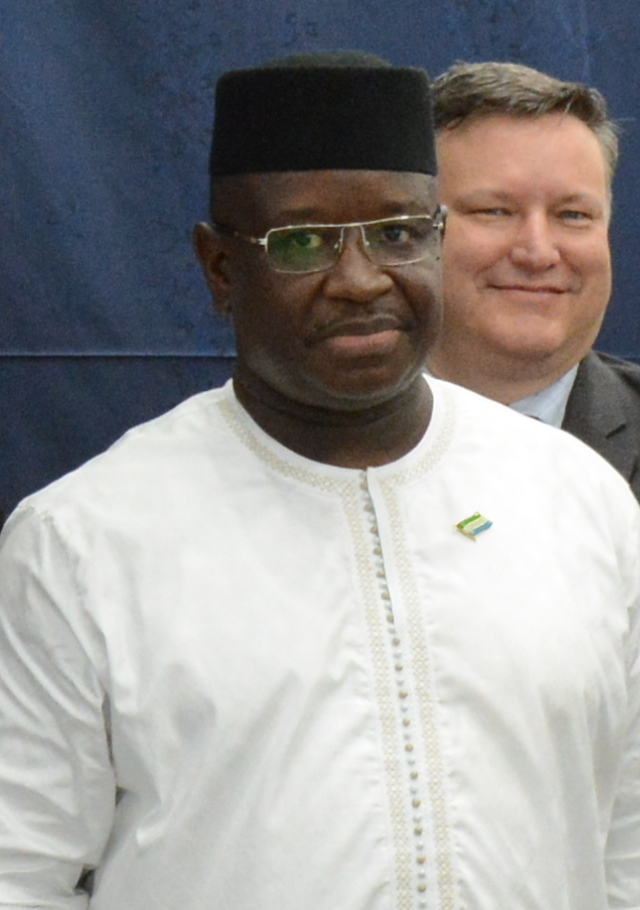
Gewählter Staatspräsident Julius Maada Bio

Bei der Präsidentschaftswahl in Sierra Leone 2018 konnten die Bürger des Landes über einen neuen Staatspräsidenten abstimmen. Die erste Runde fand am 7. März statt und damit nicht turnusmäßig nach fünf Jahren, also 2017. Ursache hierfür war die Entscheidung, zwischen September und Dezember 2017 ein Referendum abzuhalten. Bei der nötig gewordenen Stichwahl setzte sich am 31. März der von der Opposition unterstützte Julius Maada Bio gegen den von der Regierungspartei getragenen Samura Kamara durch.
Ein Einspruch gegen das Ergebnis wurde am 9. April 2018 dem Verfassungsgericht präsentiert.

## Hintergrund
Die Wahlen fanden gemeinsam mit der Parlamentswahl und der Kommunalwahl statt, was 2015 vom Parlament Sierra Leones jedoch zunächst abgelehnt wurde. Im Juni 2016 wurde die Verschiebung auf 2018 schlussendlich genehmigt.

## Organisation und Wahlablauf
Im Vorfeld der Wahlen fand bis September 2017 die Wählerregistrierung sowie die Einteilung neuer Wahlkreise statt. Es gibt für die Wahl 3.178.663 registrierte Wahlberechtigte. Die Nominierung der Präsidentschaftskandidaten fand zwischen dem 17. und 26. Januar 2018 statt. Es war eine Nominierungsgebühr je Präsidentschaftskandidat von 100 Millionen Leones zu entrichten.
Die Wahl wurde von Wahlbeobachtermissionen der Europäischen Union, ECOWAS, Commonwealth, dem Electoral Institute for Sustainable Democracy in Africa und The Carter Center begleitet.
Laut der Sierra-leonischen Wahlkommission verliefen die Wahlen frei, fair und fast ohne Probleme. Lediglich bei 37 von 17.745 Wahlurnen wurden Unregelmäßigkeiten festgestellt.
Als erstes Land der Erde nutzt Sierra Leone bei der Auszählung der Stimmen zur Präsidentschaftswahl das sogenannte Blockchain-Verfahren. Wie später eingestanden wurde, hat das Blockchain-Verfahren nur in einem Distrikt überwachend Anwendung gefunden.
Die Auszählung der Stichwahl wurde von Pannen und verbalen Attacken überschattet.

## Wahlergebnis (amtlich)
Für einen Sieg bereits in der ersten Runde wäre ein Stimmenanteil von 55 Prozent nötig gewesen, die aber keiner der Kandidaten erreichte. Folglich sollte ursprünglich am 27. März 2018 eine Stichwahl der beiden Kandidaten mit der höchsten Stimmenzahl abgehalten werden. Wie schon bei vorhergegangenen Wahlen wurde in den Provinzen North (inkl. North West) in der Mehrheit der Kandidat des APC gewählt, in den Provinzen South und East, mit Ausnahme des Distrikts Kono (hier mehrheitlich C4C) in der Mehrheit SLPP gewählt.
| Partei                                         | Präsidentschaftskandidat | Geburtsjahr        | Geschlecht         | Stimmen         | Stimmenanteil (in %) |
| ---------------------------------------------- | ------------------------ | ------------------ | ------------------ | --------------- | -------------------- |
| Sierra Leone People’s Party (SLPP)             | Julius Bio               | 1964               | m                  | 1.097.482       | 43,3                 |
| All People’s Congress (APC)                    | Samura Kamara            | 1951               | m                  | 1.082.748       | 42,7                 |
| National Grand Coalition Party (NGC)           | Kandeh Yumkella          | 1959               | m                  | 174.014         | 06,9                 |
| Coalition for Change Party (C4C)               | Samuel Sam-Sumana        | 1962               | m                  | 87.720          | 03,5                 |
| Alliance Democratic Party (ADP)                | Mohamed Mansaray         | 1973               | m                  | 26.704          | 01,1                 |
| Revolutionary United Front Party (RUFP)        | Gbandi Ngobeh            | 1958               | f                  | 12.827          | 00,5                 |
| Citizens Democratic Party (CDP)                | Musa Tarawally           | 1966               | m                  | 11.493          | 00,5                 |
| Peoples Movement for Democratic Change (PMCD)  | Charles Margai           | 1945               | m                  | 9864            | 00,4                 |
| National Democratic Alliance (NDA)             | Mohamed Bah              | 1968               | m                  | 8344            | 00,3                 |
| United Democratic Movement (UDM)               | Mohammed Sowa-Turay      | 1969               | m                  | 5695            | 00,2                 |
| National Progressive Democrats (NPD)           | Patrick O’Dwyer          | 1976               | m                  | 4239            | 00,2                 |
| Peace and Liberation Party (PLP)               | Conteh Kandeh Baba       | 1958               | m                  | 4233            | 00,2                 |
| Unity Party (UP)                               | Josephine Claudius-Cole  | 1961               | f                  | 3825            | 00,2                 |
| United National Peoples Party (UNPP)           | Saa Kabuta               | 1958               | m                  | 3061            | 00,1                 |
| Republican National Independent Party (ReNIP)  | Beresford Williams       | 1973               | m                  | 2555            | 00,1                 |
| National Unity and Reconciliation Party (NURP) | Jonathan Sandy           | 1966               | m                  | 2318            | 00,1                 |
| GESAMT (gültig)                                | GESAMT (gültig)          | GESAMT (gültig)    | GESAMT (gültig)    | 2.537.122       |                      |
| Ungültige Stimmen                              | Ungültige Stimmen        | Ungültige Stimmen  | Ungültige Stimmen  | 0139.427        | 5,21                 |
| Abgegebene Stimmen                             | Abgegebene Stimmen       | Abgegebene Stimmen | Abgegebene Stimmen | 2.676.549       |                      |
| Wahlbeteiligung                                | Wahlbeteiligung          | Wahlbeteiligung    | Wahlbeteiligung    | Wahlbeteiligung | 84,2 %               |

### Stichwahl
Nach einer entsprechenden Bitte der Wahlkommission ordnete das Oberste Gericht eine Verlegung der Stichwahl um vier Tage auf den 31. März 2018 an. Es setzte sich der Kandidat der Opposition, Julius Bio, durch.
| Partei                             | Präsidentschaftskandidat | Geburtsjahr        | Geschlecht         | Stimmen         | Stimmenanteil (in %) |
| ---------------------------------- | ------------------------ | ------------------ | ------------------ | --------------- | -------------------- |
| Sierra Leone People’s Party (SLPP) | Julius Bio               | 1964               | m                  | 1.319.406       | 51,81                |
| All People’s Congress (APC)        | Samura Kamara            | 1951               | m                  | 1.227.171       | 48,19                |
| GESAMT (gültig)                    | GESAMT (gültig)          | GESAMT (gültig)    | GESAMT (gültig)    | 2.546.577       |                      |
| Ungültige Stimmen                  | Ungültige Stimmen        | Ungültige Stimmen  | Ungültige Stimmen  | 031.694         | 1,24                 |
| Abgegebene Stimmen                 | Abgegebene Stimmen       | Abgegebene Stimmen | Abgegebene Stimmen | 2.578.271       |                      |
| Wahlbeteiligung                    | Wahlbeteiligung          | Wahlbeteiligung    | Wahlbeteiligung    | Wahlbeteiligung | 80,11 %              |